# 沃尔日斯克
沃尔日斯克 （俄语：Волжск），又译伏尔加斯克，是俄罗斯马里埃尔共和国的一个城市。位于55°52′13″N 48°21′22″E / 55.87028°N 48.35611°E。人口54,519人（2017年人口普查）。